# Municipio de Hardin (condado de Johnson)
El municipio de Hardin (en inglés: Hardin Township) es un municipio ubicado en el condado de Johnson en el estado estadounidense de Iowa. En el año 2010 tenía una población de 530 habitantes y una densidad poblacional de 6 personas por km².

## Geografía
El municipio de Hardin se encuentra ubicado en las coordenadas 41°38′53″N 91°47′13″O / 41.64806, -91.78694. Según la Oficina del Censo de los Estados Unidos, el municipio tiene una superficie total de 88.38 km², de la cual 88,34 km² corresponden a tierra firme y (0,04 %) 0,04 km² es agua.

## Demografía
Según el censo de 2010, había 530 personas residiendo en el municipio de Hardin. La densidad de población era de 6 hab./km². De los 530 habitantes, el municipio de Hardin estaba compuesto por el 97,92 % blancos, el 0,75 % eran afroamericanos, el 0,19 % eran amerindios, el 0,38 % eran de otras razas y el 0,75 % eran de una mezcla de razas. Del total de la población el 0,94 % eran hispanos o latinos de cualquier raza.